# Newaygo
Newaygo is een plaats (city) in de Amerikaanse staat Michigan en valt bestuurlijk gezien onder Newaygo County.

## Demografie
Bij de volkstelling in 2000 werd het aantal inwoners vastgesteld op 1670.
In 2006 is het aantal inwoners door het United States Census Bureau geschat op 1668, een daling van 2 (-0.1%).

## Geografie
Volgens het United States Census Bureau beslaat de plaats een oppervlakte van
9,0 km², waarvan 8,6 km² land en 0,4 km² water. Newaygo ligt op ongeveer 215 m boven zeeniveau.

## Plaatsen in de nabije omgeving
De onderstaande figuur toont nabijgelegen plaatsen in een straal van 24 km rond Newaygo.